# Wolverines Jazz Band of Bern
Die Wolverines Jazz Band of Bern ist eine Schweizer Dixieland-Band, die seit 1961 existiert.

## Geschichte
Die Band entstand in Boll, einem Bauerndorf im Berner Mittelland zwischen Vechigen und Stettlen, zunächst unter dem Namen Boll Street Stompers. The Wolverines aus Chicago wurden ihr Vorbild. Den ersten größeren öffentlichen Auftritt hatten die Berner Wolverines beim 16. Internationalen Jazzfestival Zürich im Jahre 1966. Aufgrund des guten Echos bei den Konzerten baute die Band 1967 ihr Übungslokal in der Berner Lorrainestrasse 38 eigenhändig zum ersten Berner Jazzclub um. „Es geht den idealistisch eingestellten Acht nicht ums Geld. Schon der Applaus kann für sie Belohnung sein,“ urteilte Jürg Solothurnmann.
Freiere Improvisationen führen 1970 zum Bruch mit dem damaligen Bandleader Hans-Peter Füchter, der auf feste Arrangements setzte. Seitdem trat die Band, die nur aus Amateuren besteht, mit einer sehr stabilen „Frontline“ auf, die sich in den letzten Jahrzehnten nicht mehr geändert hat. Erst 2012 verliess der langjährige Kornettist und Leader, Hans Zurbrügg, die Band und wurde durch den Trompeter Heinz Bühler ersetzt. Ab 2015 übernahm Martin Sterchi den Platz des 2019 verstorbenen Beat Uhlmann. 2019 ersetzte Markus Hächler (tp) den anfangs 2020 verstorbenen Heinz Bühler und 2020 Markus „Jimmy“ Wettach den Bassisten Fred Lüthi. In dieser Besetzung wurde 2021 zum 60-jährigen Band-Jubiläum eine neue CD mit bisher von der Band nicht auf CD aufgenommenen Stücken eingespielt. Anfangs 2024 übernahm schliesslich der ehemalige deutsche Profimusiker und heutige Wahlberner Dirk Raufeisen den Platz von Heinz Geissbühler am Piano.
Neben Konzerten in der gesamten Schweiz traten zunehmend Verpflichtungen zur Wahl des Swiss Girl (1967) im Berner Kursaal und im Stadion vor den Spielen der BSC Young Boys oder des SC Bern, aber seit den frühen 1970er Jahren auch Einladungen zu in- und ausländischen Festivals. Hinzu kamen Engagements in Fernseh-Sendungen, etwa in der Pilotsendung der Glückskugel von Beni Thurnheer oder in Vico Torrianis Silvestershow Der doppelte Engel.
Die Band musizierte zunehmend auch mit Musikern wie Ben Webster oder T-Bone Walker und zog auch prominente Musiker wie Wallace Davenport oder Ralph Sutton für einige ihrer 27 Plattenproduktionen vor. Zum Konzert beim fünfzigjährigen Jubiläum waren Klarinettistin Anat Cohen und Trompeter Byron Stripling eingeladen.

## Diskographische Hinweise
- The Wolverines Bern (10" Lp, Turicaphon AG 25-136. 1967. Mit Bandportrait von Jürg Solothurnmann)
- Wolverines Jazz Band (P+O Records, 1970–1985)
- Wolverines Jazz Band After A Hot Dixie-Night (Philips, 1971)
- Wolverines Jazz Band Feat. Wild Bill Davison (Pan 1974)
- Wolverines Jazz Band + Bill Allred, Feat. Barrett Deems (Pan, 1982)
- Wolverines Jazz Band  Feat. Milt Hinton (ex libris, 1983)
- Wolverines Jazz Band 35 Years (1996, mit John Allred, Joe Ascione, Dave Cliff, Phil Flanigan, Antti Sarpila, Mark Shane, Byron Stripling, Bob Wilber)
- Wolverines Jazz Band 40th Anniversary (Arbor Records 2000, mit Frank Capp, Duffy Jackson, Scott Robinson, Arvell Shaw, Clark Terry)
- Wolverines Jazz Band 45 Years (LC, 4 CDs, 1961–2006)